# Conjunt urbà del carrer Josep Anselm Clavé
El Conjunt urbà del carrer Josep Anselm Clavé és una obra de Sant Just Desvern (Baix Llobregat) protegida com a Bé Cultural d'Interès Local.

## Descripció
Filera de cases de planta baixa i un o dos pisos entre mitgeres (de cos o de 25 pams), amb coberta de teula inclinada a dues vessants. Entre el passatge Joaquim Petit - realitzat a començaments del segle-i el casino. Les cases de la banda nord del carrer tenen les façanes orientades a migdia, on abunden els rellotges de sol.